# Liste des lacs au Nigeria
La liste de lacs au Nigeria répertorie la liste non exhaustive des lacs présents sur le territoire du Nigeria.

## Lacs notoires et catégories de lacs présents dans le pays
Les lacs Agulu et Kainji sont les principaux lacs au Nigeria, ils fournissent de l'eau pour l'irrigation, la production hydroélectrique et la pêche dans les différentes régions du pays. Le lac Tchad qui s'étend au Nigeria a diminué de taille, est menacé de disparition en raison de l'utilisation excessive de son eau, de sécheresses prolongées et des effets de changement climatique.

## Liste des lacs
Les lagunes d'Ologe, Lagos et Lekki ne sont pas listées parmi les lacs.